# American Legislative Exchange Council
American Legislative Exchange Council, zkráceně ALEC, je americká nezisková organizace, sdružující konzervativní státní zákonodárce jednotlivých federálních států a zástupce privátního sektoru. Náplní její činnosti je tvorba a sdílení modelových zákonů, které jsou rozesílány zákonodárným orgánům státní moci v členských státech USA.
ALEC jako organizace poskytuje prostor k debatě voleným legislativcům a soukromým podnikatelům, kteří spolupracují na kostrách modelových zákonů, které dále jednotliví členové sdružení přejímají a upravují, než jsou přeloženy jako návrhy v jejich vlastních státech. Tyto modelové normy zabírají široký okruh témat jako daňová regulace, boj s imigrací, ochrana životního prostředí, kontrola zbraní nebo regulace odborů. Ročně ALEC vytvoří zhruba 200 takovýchto zákonů, přičemž návrhů na základě těchto modelů je podáno ročně kolem tisícovky.